# إمشر
نهر إمشر (بالألمانية: Emscher)، هو أحد الروافد المتفرعة من نهر الراين، في منطقة الرور في شمال الراين وستفاليا في غرب جمهورية ألمانيا الاتحادية.